# Grupa bojowa
Grupa bojowa może odnosić się do: 
1. doraźnie sformowany zespół żołnierzy (partyzantów) lub pododdziałów (oddziałów), przeznaczony do wykonania określonego zadania bojowego[1] (ang. Task Force);
2. w siłach zbrojnych niektórych państw jednostka wojskowa o sile bojowej równej pułkowi.

W czasie II wojny światowej w niektórych armiach tworzono nieetatowe grupy bojowe o różnym składzie, np. w armii niemieckiej i amerykańskiej najczęściej w składzie batalionu lub pułku piechoty (czołgów) wzmocnionego pododdziałami innych rodzajów wojsk. 